# 鸟足乌蔹莓
鸟足乌蔹莓（学名：Cayratia pedata）为葡萄科乌蔹莓属下的一个种。

## 扩展阅读
維基物種上的相關：鸟足乌蔹莓